# Ace (альбом Scooter)
Ace (с англ. — «Tуз») — восемнадцатый студийный альбом немецкой группы Scooter, вышедший 5 февраля 2016 года. 3 композиции с альбома вышли в качестве синглов — «Riot», «Mary Got No Lamb», и «Oi».

## Список композиций
| №   | Название                                         | Автор(ы)                                                                                              | Длительность |
| --- | ------------------------------------------------ | --- | ------------ |
| 1.  | «Ace»                                            | Эйч Пи Бакстер Фил Шпайзер Михаэль Симон Йенс Теле                                                    | 2:05         |
| 2.  | «Oi»                                             | Бакстер Шпайзер Симон Теле                                                                            | 3:10         |
| 3.  | «Mary Got No Lamb»                               | Иан Джордж Сазерленд                                                                                  | 3:26         |
| 4.  | «Riot»                                           | Бакстер Шпайзер Симон Теле Тим Кестело Майкл Мейдуэлл Якоб Штрефкерк Михаэль Курт Ясмин Шакери-Неджад | 3:05         |
| 5.  | «Encore»                                         | Бакстер Шпайзер Симон Теле Яп Ресема Йонас Зеккари                                                    | 3:54         |
| 6.  | «Burn» (Scooter и Vassy)                         | Бакстер Шпайзер Симон Теле Василики Карагиоргос                                                       | 2:40         |
| 7.  | «Don't Break the Silence»                        | Бакстер Шпайзер Симон Теле Катерина Бремли Яниш Конштантину                                           | 3:19         |
| 8.  | «The Birdwatcher»                                | Дмитрий Дмитриевич Шостакович                                                                         | 3:34         |
| 9.  | «What You're Waiting For» (при участии Maidwell) | Бакстер Шпайзер Симон Теле Мейдуэлл Штрефкерк Эдди Стенекен Тони Вердулт Курт                         | 3:34         |
| 10. | «Crazy»                                          | Бакстер Шпайзер Симон Теле Штрефкерк Мейдуэлл Стенекен Вердулт                                        | 3:04         |
| 11. | «Opium»                                          | Бакстер Шпайзер Симон Теле                                                                            | 3:57         |
| 12. | «Stargazer» (при участии Maidwell)               | Бакстер Шпайзер Симон Теле Штрефкерк Вердулт Мейдуэлл Стенекен Курт                                   | 3:34         |
| 13. | «Wolga»                                          | Бакстер Шпайзер Симон Теле                                                                            | 6:05         |
| 14. | «Torch»                                          | Марк Алмонд Дэйв Болл                                                                                 | 3:08         |

## Чарты
| Чарт (2016)                            | Высшая позиция |
| -------------------------------------- | -------------- |
| Австрия (Ö3 Austria)                   | 14             |
| Чехия (ČNS IFPI)                       | 11             |
| Германия (Offizielle Top 100)          | 6              |
| Венгрия (MAHASZ)                       | 13             |
| Швейцария (Schweizer Hitparade)        | 34             |
| Великобритания (UK Dance Albums Chart) | 17             |

## Синглы
В качестве синглов вышло 2 композиции — «Riot» и «Oi».
| Название          | Треклист                                       | Награды        |
| ----------------- | ---------------------------------------------- | -------------- |
| Riot (04.09.2015) | 1. «Riot» (03:08)                              | - Венгрия — 16 |
| Oi (05.02.2016)   | 1. «Oi» (03:10) 2. «Oi (Extended Mix)» (04:03) | - Венгрия — 19 |

## История релизов
| Регион   | Дата                | Лейбл           | Формат                     |
| -------- | ------------------- | --------------- | -------------------------- |
| Германия | 5 февраля 2016 года | Sheffield Tunes | CD LP Цифровая дистрибуция |